# Římskokatolická farnost Počaply u Terezína
Římskokatolická farnost Počaply u Terezína (lat. Poczaplium) je církevní správní jednotka sdružující římské katolíky na území vesnice Počaply a v jejím okolí. Organizačně spadá do litoměřického vikariátu, který je jedním z 10 vikariátů litoměřické diecéze. Centrem farnosti je kostel svatého Vojtěcha v Počaplech u Terezína.

## Historie farnosti

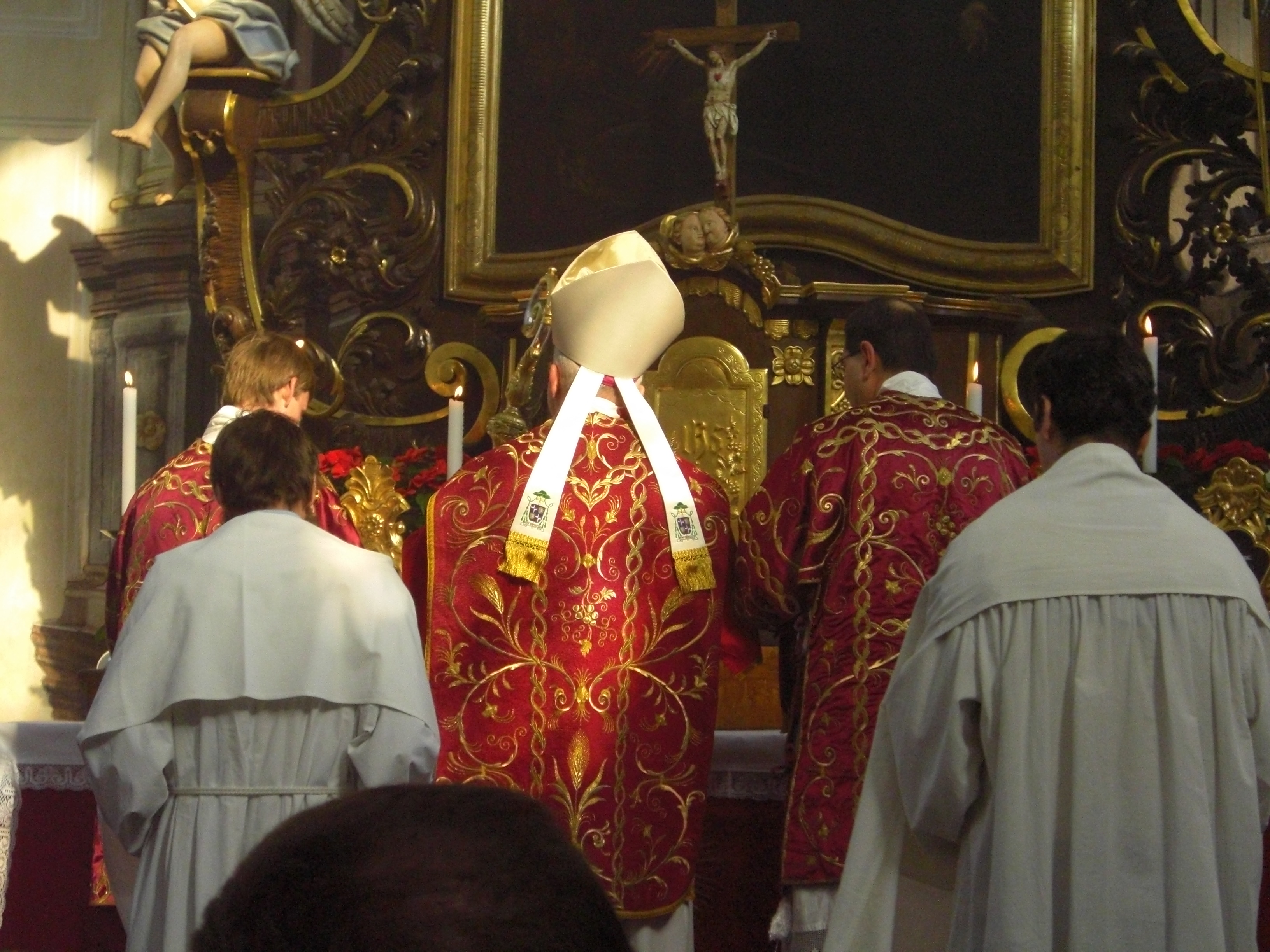
Pontifikální mše podle misálu Jana XXIII. celebrovaná Mons. Janem Baxantem

První písemná zmínka o farní lokalitě pochází z roku 1262. Již před rokem 1352 zde byla plebánie, inkorporovaná Břevnovskému klášteru benediktinů v Praze. Matriky jsou vedeny od roku 1664.
Při biskupské návštěvě farnosti v roce 2009 celebroval v hlavním farním kostele sv. Vojtěcha Mons. Jan Baxant pontifikální mši svatou podle misálu Jana XXIII. z roku 1962. Stal se tak po 40 letech prvním českým biskupem, který sloužil tradiční mši svatou, na žádost duchovního správce P. Radima Valíka, OSB.

### Duchovní správcové vedoucí farnost
Začátek působnosti jmenovaného v duchovní správě farnosti od roku:
- 1. 5. 1660 Michael Kusche OSB; † 27. 9. 1681
- 28. 4. 1665 Simon Franciscus Wanizik (Vančík) OSB; * Královo Pole, † 15. 3. 1677 Rajhrad
- 1. 9. 1669 Ludovicus Meisner OSB; † 1. 9. 1680
- 1. 3. 1670 Gregorius Auling OSB; † 13. 09. 1680
- 24. 3. 1671 Wenc. Horatius (Horák) OSB; † 6. 12. 1687 Břevnov
- 21. 10. 1683 Franciscus Cesar OSB; * 1647, † 23. 7. 1702 Hrdly (pohřben v Počáplech)
- 1702 par vacat, admin. Bernard Patzelt OSB; * 28. 10. 1671, o. 28. 9. 1698, † 25. 6. 1726 Sázava
- 4. 10. 1702 Lambert Zach OSB; * 25. 01. 1669 Břeskovice, o. 30. 3. 1693, † 23. 12. 1735 Police n. M.
- 28. 7. 1703 Adamus Küntzel OSB; † 23. 12. 1713 Počáply
- 20. 9. 1706 Lambert Zach OSB; * 25. 1. 1669 Břeskovice, o. 30. 3. 1693, † 23. 12. 1735 Police n. M.
- 23. 5. 1709 Hermannus Richter OSB; * 13. 3. 1659 Police n. M., o. 9. 2. 1687, † 7. 7. 1730 Police n. M.
- 3. 7. 1715 Aemilian Vogt OSB; * 19. 4. 1683 Praha, o. 22. 10. 1712, † 31. 5. 1750 Police n. M.
- 4. 11. 1721 Othmar Borzek OSB; * 25. 1. 1691 Praha, o. 23. 3. 1717, † 8. 6. 1757 Břevnov
- 3. 5. 1722 Aemilian Vogt OSB; * 19. 4. 1683 Praha, o. 22. 10. 1712, † 31. 5. 1750 Police n. M.
- 30. 6. 1723 Balthasar Schuch (Such) OSB; * 25. 1. 1680 Jaurov, o. 1. 4. 1709, † 17. 12. 1742 Broumov
- 9. 8. 1727 Ioachim Hůlek OSB; * 6. 5. 1692 Police n. M., o. 12. 11. 1719, † 20. 1. 1733 Police n. M.
- 18. 12. 1731 Aemilian Vogt OSB; * 19. 4. 1683 Praha, o. 22. 10. 1712, † 31. 5. 1750 Police n. M.
- 1. 6. 1733 Leopoldus Heintz OSB; * 24. 10. 1697 Louny, o. 19. 3. 1725, † 2. 4. 1740 Břevnov
- 3. 4. 1740 Bartholomeus Jankovský OSB; * 28. 7. 1697 Polná, o. 21. 3. 1725, † 12. 3. 1760 Police n. M.
- 22. 4. 1743 Ioann. Nep. Pfeiffer OSB; * 26. 11. 1711 Teuto Brod, o. 21. 3. 1738, † 23. 1. 1773 Police n. M.
- 22. 1. 1750 Clemens Marcatius OSB; * 21. 3. 1709 Hradec Králové, o. 1. 11. 1736, † 28. 3. 1759 Police n. M.
- 1. 6. 1754 Sigismund Gabert OSB; * 5. 2. 1721 Hradec Králové, o. 28. 10. 1727, † 23. 4. 1767 Hrdly
- 4. 5. 1767 Beda Sartorius OSB; * 15. 07. 1717 Praha, o. 15. 1. 1748, † 21. 1. 1786 Břevnov
- 25. 5. 1770 Hermannus Schneider OSB; * 18. 4. 1714 Hradec Králové, o. 13. 7. 1720, † 10. 5. 1787 Broumov
- 8. 6. 1774 adm. Beda Sartorius OSB; * 15. 07. 1717 Praha, o. 15. 1. 1748, † 21. 1. 1786 Břevnov
- 16. 5. 1783 adm. Leander Schiffer OSB; * 23. 9. 1744 Kuřim, o. 8. 10. 1769, † 29. 6. 1806 Počaply, čp. 1
- 1784 Leander Schiffer OSB; * 23. 9. 1744 Kuřim, o. 8. 10. 1769, † 29. 6. 1806 Počaply, čp. 1
- 1806 par. vacat, admin. Aegidius Sexfeter OSB; † 13. 12. 1810
- 20. 11. 1806 arcibiskupský notář Clement Strašil OSB; * 25. 8. 1748 Praha, o. 12. 10. 1772, † 18. 4. 1829 Počaply, čp. 1
- 1829 adm. Augustin Stanislav Tomek OSB; * 23. 1. 1801 Nové Město; o. 10. 8. 1828; † 14. 3. 1848 Orlová
- 10. 6. 1829 ThDr. Anselm Otto OSB; * 2. 10. 1784 Písek, o. 28. 3. 1807, † 11. 4. 1855 Broumov
- 1. 9. 1851 Chrysostomus Wenzel Maleček OSB; * 4. 2. 1800 Podmokly, o. 14. 8. 1826, † 21. 10. 1880
- 1. 9. 1872 Christinus Franz Plodek OSB; * 25. 4. 1840 Rzy, o. 31. 7. 1864, † 10. 4. 1897 Metličany
- 8. 11. 1885 Cyril František Xav. Kaněra OSB; * 6. 9. 1840 Radechov, o. 31. 7. 1867, † 7. 11. 1910 Police nad Metují (autor spisů: „Pamětnosti farní osady Polické nad Metují“ vydané v roce 1872 v Polici, 86 s. a „Farní osada sv. Vojtěcha v Počaplích“ vydané v roce 1900 v Terezíně, 338 s.)
- 11. 11. 1900 Ambros Wenzel Kozler OSB;[3] * 14. 7. 1854 Žebrák, o. 16. 7. 1882, † 1. 9. 1926 Břevnov
- 5. 2. 1906 par. vacat, admin. int. Eugen Anton Pecák OSB; † 24. 2 1918 Orlová
- 7. 3. 1906 Petr Coelestin Josef Salfický OSB; * 17. 4. 1860 Lány u Chr., o. 29. 6. 1886, † 27. 4. 1944
- 1. 4. 1911 August Jan Jannal OSB;[p 2] * 11. 7. 1864 Děbolín, o. 4. 7. 1889; † 8. 8. 1927 Břevnov
- 26. 4. 1914 Frederic Carel Krieshofer OSB; * 7. 3. 1865 Opařany, o. 29. 5. 1890, † 15. 2. 1941 Police nad Metují
- 10. 11. 1921 Placid Václav Holoubek OSB; 28. 10. 1866 Červené Pořící, o. 19. 7. 1891, † 31. 1. 1942 Břevnov
- 1927 Sigismund Ludvík Bouška OSB;[4] * 25. 8. 1867 Příbram, o. 17. 7. 1892, † 29. 8. 1942 Náchod (nem.)
- 1936 ThDr. Innocentius Richard Kaulich OSB; * 21. 11. 1880 Trutnov, prof. 6. 1. 1907, o. 30. 6. 1907, † 7. 2. 1937[5]
- 1937 Notker Ernest Tolde OSB; * 12. 12. 1909 Broumov, o 24. 6. 1934
- 1937 Prokop Josef Houdeček OSB; * 26. 12. 1882 Dlouhá Lhota, o. 11. 7. 1920
- 10. 11. 1941 Václav Vrtaník SDB, administrátor ad interim;[5] * 14. 1. 1906 Hulín; o. 7. 7. 1935
- 1. 8. 1948 Prokop Josef Houdeček OSB; * 26. 12. 1882 Dlouhá Lhota, o. 11. 7. 1920
- 1. 6. 1954 Rudolf Kurek
- 1. 2. 1969 Stanislav Antonín Šroufek OSB; * 5. 1. 1914 Drásov, o. 25. 6. 1944 Praha, † 22. 10. 1976 Počáply (pohřben na Městském hřbitově v Příbrami)
- 23. 10. 1976 par. vacat, adm. int. exc. Hieronym. Wencesl. Uhlíř O.Praem.
- 2. 12. 1976 par. vacat, adm. exc. Hieronym. Wencesl. Uhlíř O.Praem.
- 15. 9. 1985 par. vacat, adm. exc. Antonín Bradna
- 1. 9. 1997 Radim Jan Valík OSB; * 8. 5. 1931 Třebíč
- 1. 5. 2013 par. vacat, adm. in materialibus Petr Kubíček
- 1. 5. 2013 par. vacat, adm. exc. in spiritualibus Józef Szeliga
- 1. 10 2018 par. vacat, adm. exc. Józef Szeliga[6]

Kromě kněží stojících v čele farnosti, působili ve farnosti v průběhu její historie i jiní kněží. Většinou pracovali jako farní vikáři, kaplani, katecheté, výpomocní duchovní aj.

## Území farnosti
Do farnosti náleží území těchto obcí:
- Počaply (Potschapl[p 3])
- České Kopisty (Böhmisch Kopist[p 3])
- Travčice (Trabschitz[p 3])
- Zádušníky (Saduschnik[p 3])

## Římskokatolické sakrální stavby na území farnosti
| | Fotografie | Stavba                    | Místo    | Bohoslužby                      | Zeměpisné souřadnice             | Status       | Číslo kulturní památky           |
| Kostel | Kostel     | Kostel                    | Kostel   | Kostel                          | Kostel                           | Kostel       | Kostel                           |
| --- | ---------- | ------------------------- | -------- | ------------------------------- | -------------------------------- | ------------ | -------------------------------- |
| 1. |            | Kostel sv. Vojtěcha       | Počaply  | bližší informace o bohoslužbách | 50°31′21″ s. š., 14°11′56″ v. d. | farní kostel | 43610/5-2222 (Pk•MIS•Sez•Obr•WD) |
| Kaple |            |                           |          |                                 |                                  |              |                                  |
| 2. |            | Kaple Nejsvětější Trojice | Travčice | bližší informace o bohoslužbách | 50°30′11″ s. š., 14°11′24″ v. d. | kaple        | 42456/5-2367 (Pk•MIS•Sez•Obr•WD) |
| Některé drobné sakrální stavby a pamětihodnosti lze dohledat zde v databázi Drobné sakrální památky Zaniklé sakrální stavby lze dohledat zde v databázi Poškozené a zničené kostely, kaple a synagogy v České republice |            |                           |          |                                 |                                  |              |                                  |

Ve farnosti se mohou nacházet i další drobné sakrální stavby, místa římskokatolického kultu a pamětihodnosti, které neobsahuje tato tabulka.

## Galerie

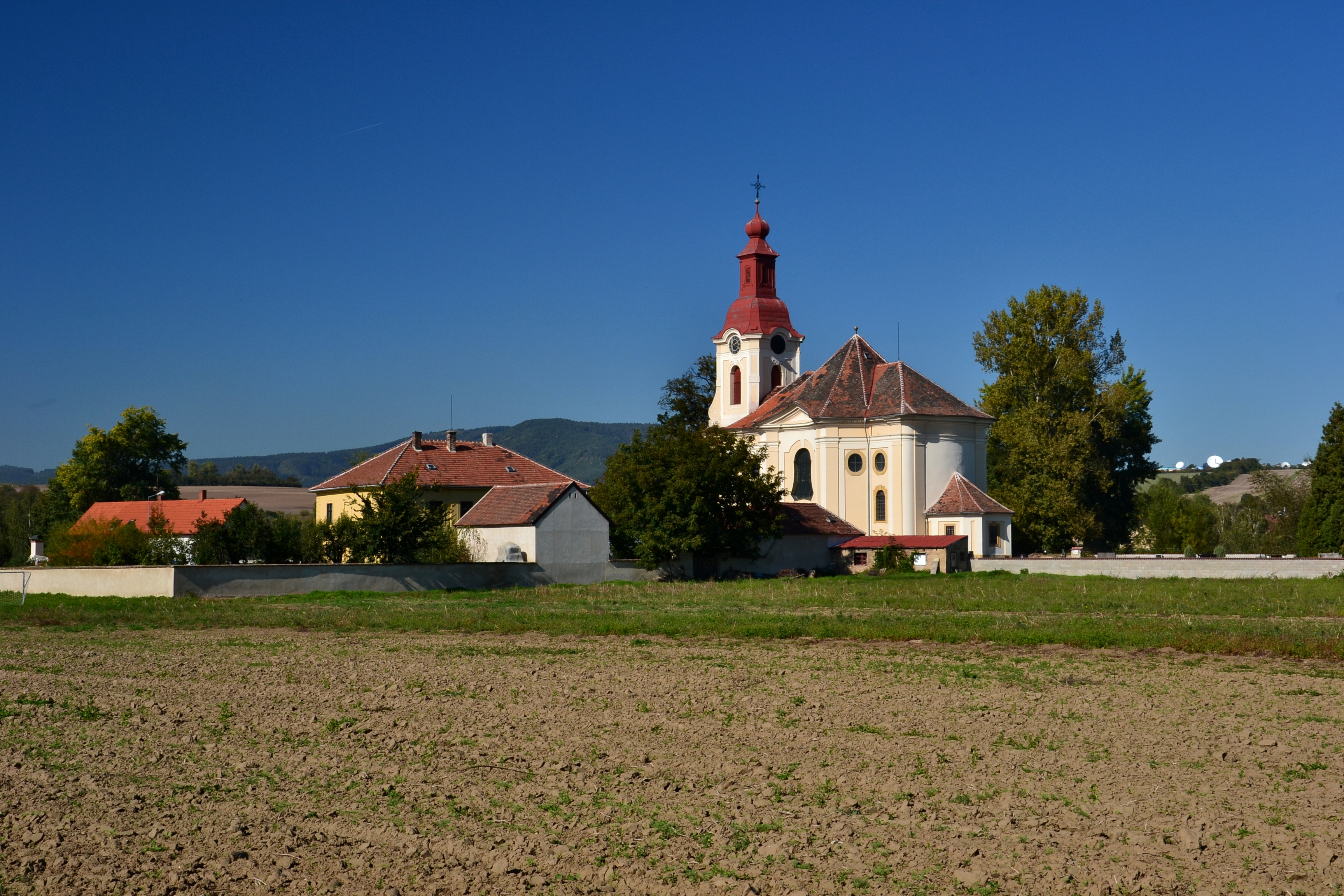
Kostel svatého Vojtěcha a fara v Počaplech
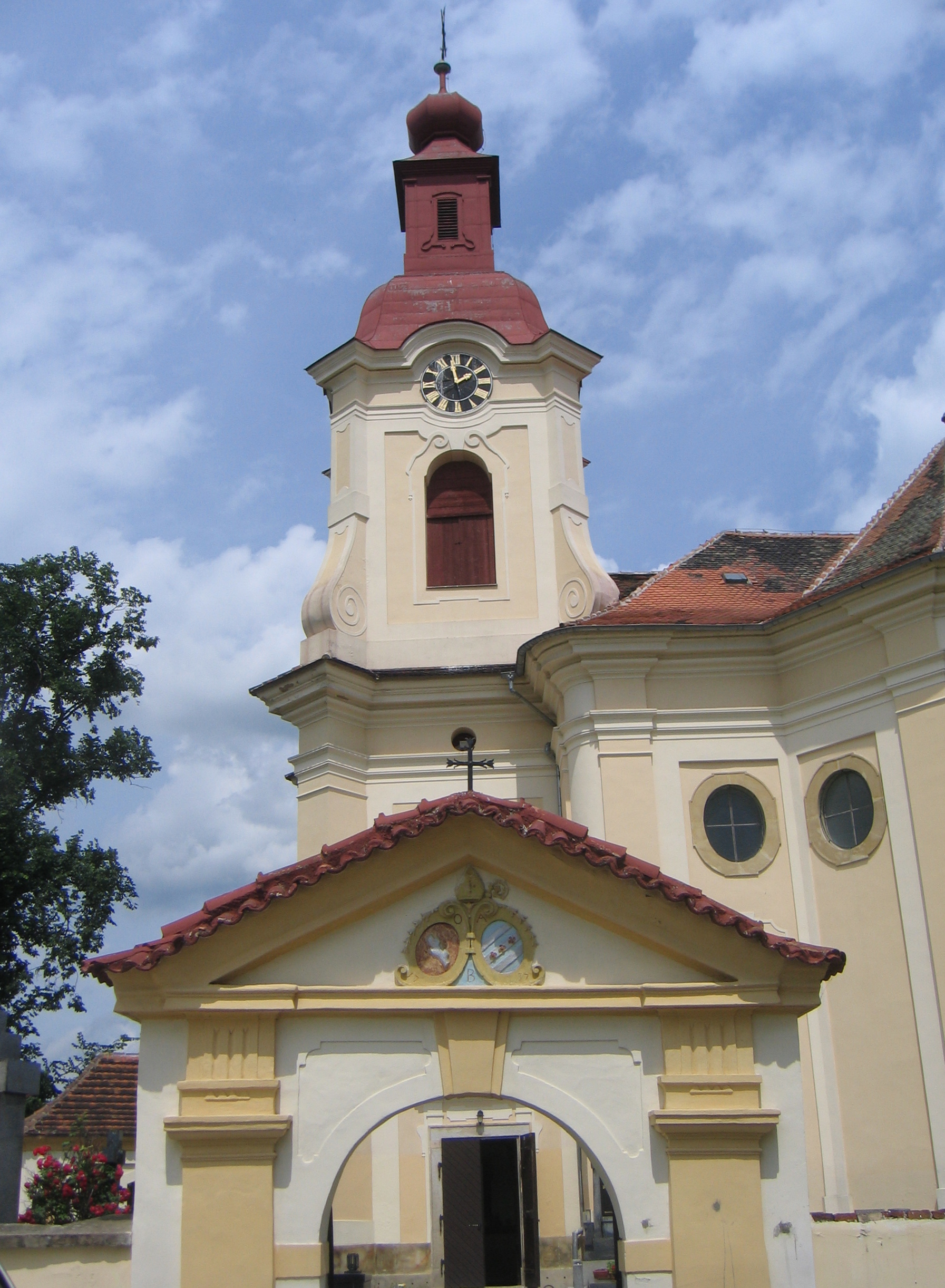
Vstup do počapelského kostela sv. Vojtěcha
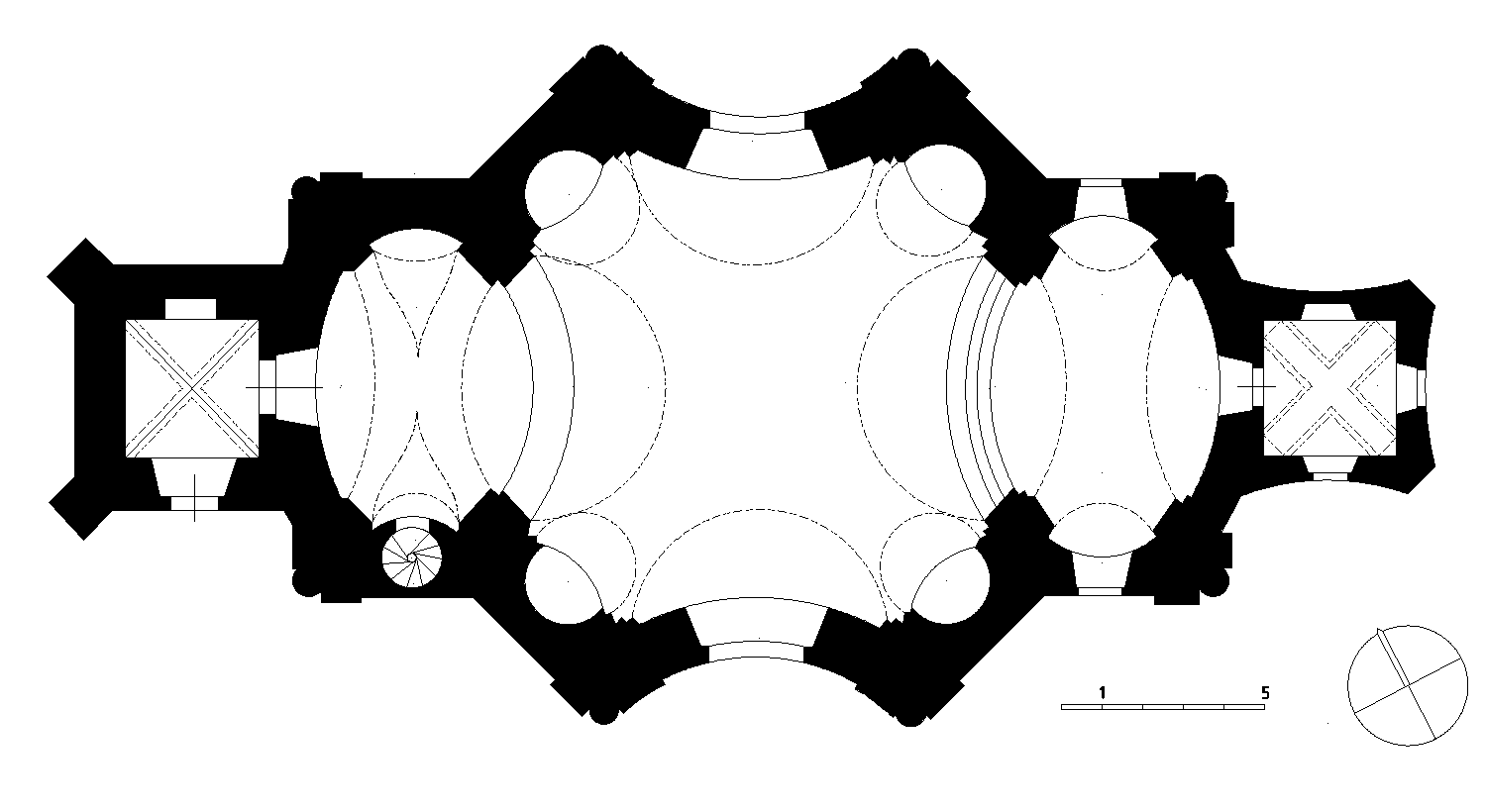
Půdorys kostela sv. Vojtěcha v Počaplech
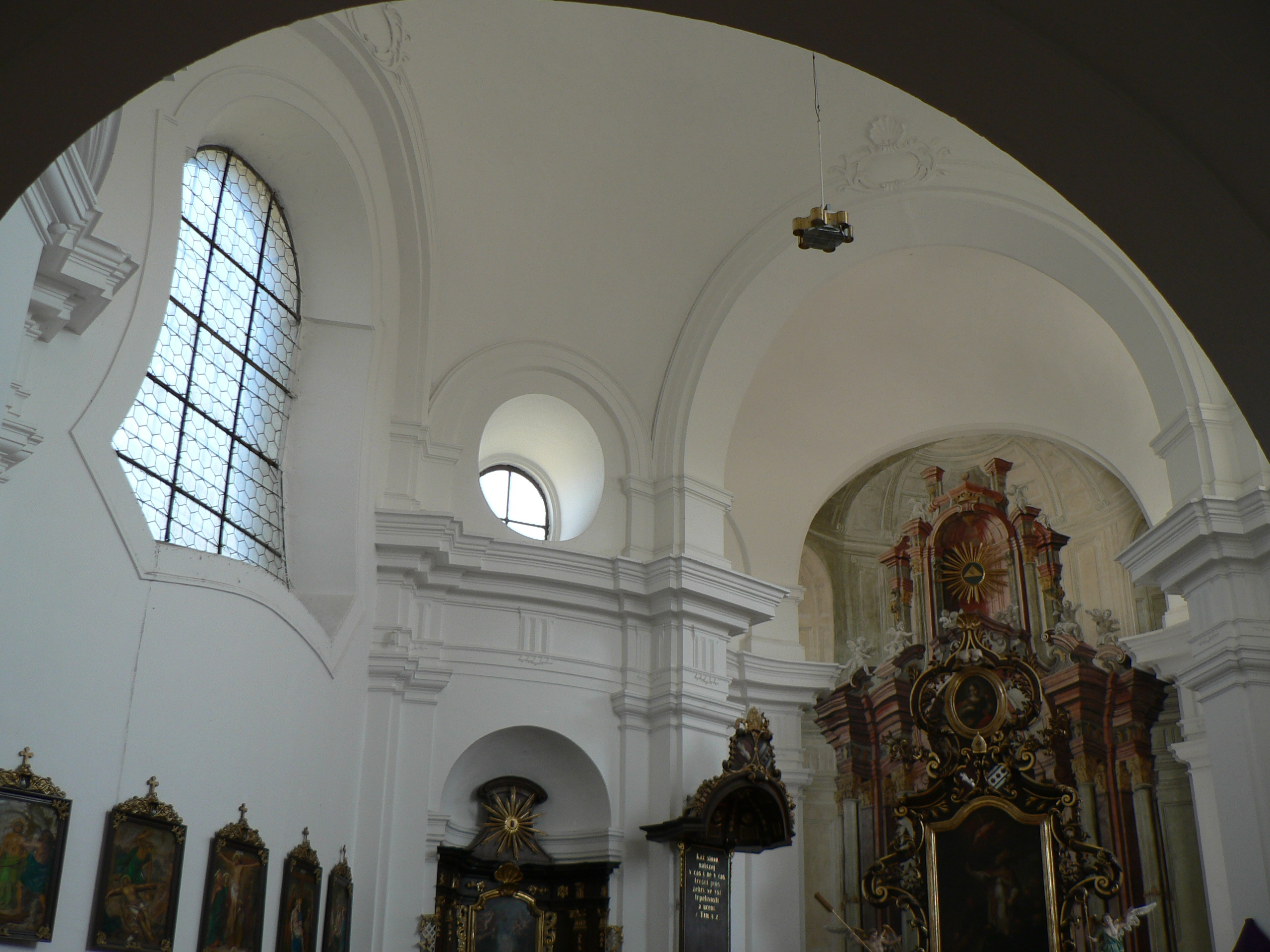
Interiér počapelského kostela sv. Vojtěcha
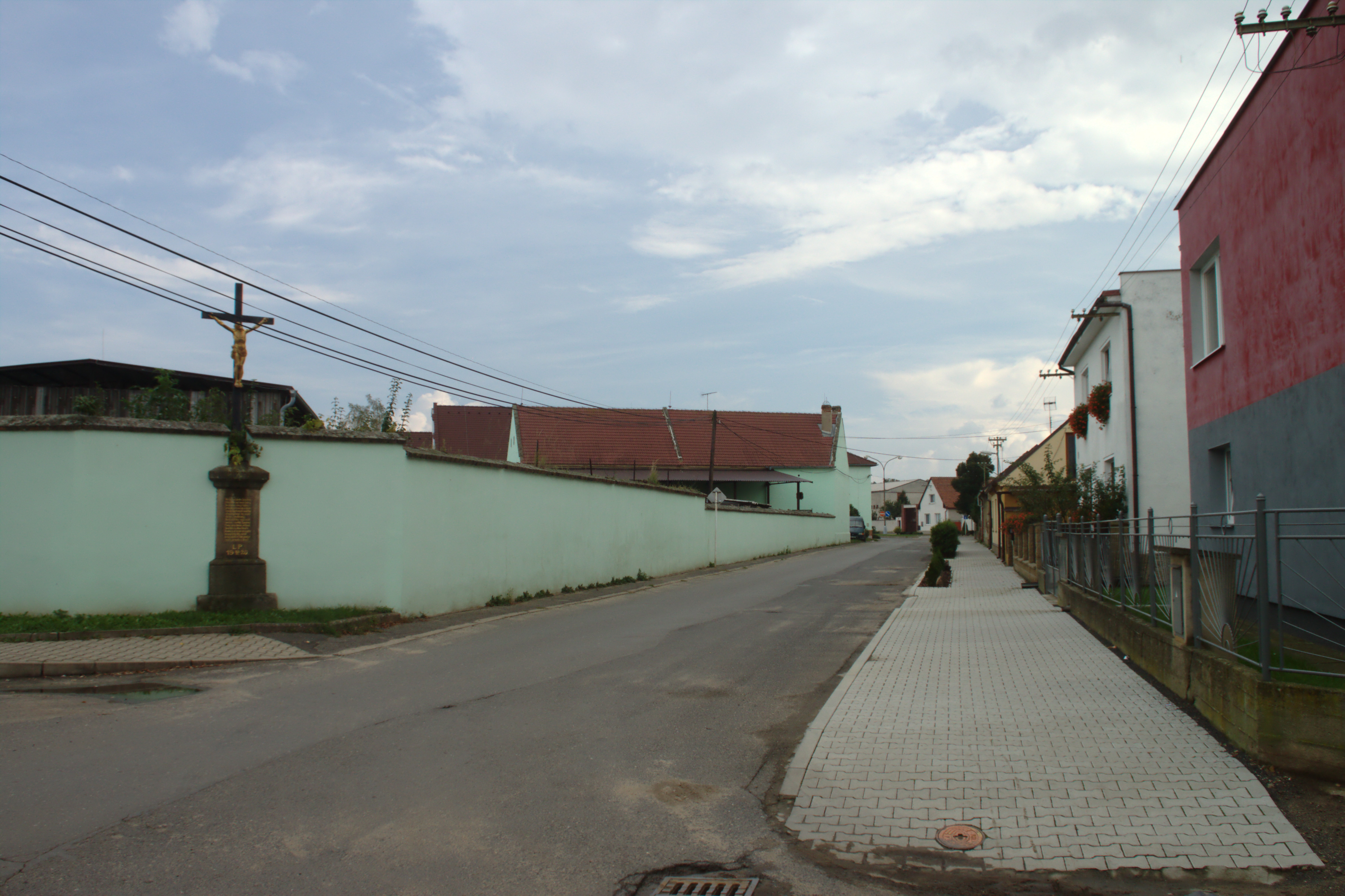
Kříž u cesty v Travčících